# Орлов, Андрей Викторович
Андре́й Ви́кторович Орло́в (род. 15 августа 1970, Константиновка, Донецкая область) — украинский политик, член Партии регионов, депутат Верховной Рады Украины, член Комитета по вопросам топливно-энергетического комплекса, ядерной политики и ядерной безопасности (с 07.2006), член фракции Партии регионов (с 05.2006), член Комитета по вопросам бюджета (с 12.2007).

## Биография
Родился 15 августа 1970 в Константиновке Донецкой области
Окончил Ленинградское высшее политическое училище им. 60-летия ВЛКСМ внутренних войск МВД СССР (1987—1991); Донецкий гос. университет экономики и торговли (2002), «Экономика предприятия», экономист.
Народный депутат Украины 5-го созыва 04.2006 от Партии регионов, № 87 в списке.
На время выборов: директор по производству ООО «Углепродукт» (г. Донецк), член ПР.
В 1991—1997 гг. — директор предприятия «Эдельвейс». В 1997—2002 гг. — генеральный директор ООО «Тандем ЛТД», директор ООО «Донуглекомплект», зам. директора предприятия «Энергоуголь».
В 2002—2006 гг. — директор по производству ООО «Углепродукт».

## Личная жизнь
- Жена — Ольга Александровна (р. 1972) — экономист ООО «Исида»
  - Дочь — Кристина (р. 1997).